# Lucilene da Silva Sousa
Lucilene da Silva Sousa (São Miguel do Guamá, 5 de abril de 2000) é uma nadadora paralímpica brasileira.

## Biografia e carreira
Lucilene é natural de São Miguel do Guamá, no Pará. Ela nasceu com atrofia no nervo ótico, o que resultou em baixa visão. Antes da natação, ela praticou golbol por influência do irmão mais velho, Josemárcio, e chegou a conquistar a medalha de ouro nos Jogos Parapan-Americanos de Jovens de 2017, realizados em São Paulo.
No Parapan de Lima 2019, Lucilene foi medalha de prata nos 400 metros livre classe S13, nos 50 metros livre e 100 metros livre.
Sua estreia no Mundial de Natação Paralímpica, se deu na edição de 2019, realizada em Londres, no Reino Unido, onde ela obteve uma medalha de prata no revezamento 4x100m livre 49 pontos integrando equipe formada também por Wendell Belarmino, Carolina Santiago e Carlos Farrenberg. Eles concluíram com o tempo e 3min53s17 e estabeleceram um novo recorde das Américas. A nadadora também terminou em 6.º lugar nos 100m livre (S12) e em 8.º lugar nos 50m livre (S12).
Nos Jogos Paralímpicos de Tóquio 2020 – realizadas entre agosto e setembro de 2021 – Lucilene conquistou a medalha de prata no revezamento 4x100m livre misto 49 pontos, tendo formado equipe com Wendell Belarmino, Douglas Matera e Carolina Santiago. Eles marcaram o tempo de 3min54s95.
Em junho de 2022, no Mundial de Natação Paralímpica realizado na Ilha da Madeira, em Portugal, faturou um bronze nos 50 metros livre classe S12. Garantiu o ouro no revezamento 4x100m medley 49 pontos formando time com Carolina Santiago, José Luíz Perdigão e Guilherme Batista, onde eles marcaram o tempo de 4min33s30, apenas 22 centésimos à frente da segunda colocada, a Espanha. Já revezamento 4×100 livre misto 49 pontos, formou equipe com Matheus Rheine, Douglas Matera e Carolina Santiago, e foi, novamente, medalhista de ouro com o tempo de 3min54s26. Além disso, ficou em 4.º lugar nos 100 metros borboleta, 5.º lugar nos 100 metros livre e 8.º lugar nos 100m borboleta. Ja na edição de 2023 do mundial, realizada em Manchester, no Reino Unido, Lucilene conquistou a medalha de bronze nos 100 metros livre com o tempo de 1min01s54. Disputou o revezamento misto 4×100 livre 49 pontos ao lado de Carolina Santiago, Matheus Rheine e Douglas Matera. Eles marcaram o tempo de 3min56s03 e faturaram o ouro.

## Principais conquistas
Jogos Paralímpicos
- Prata – revezamento 4x100m livre misto 49 pontos (Tóquio 2020)

Campeonato Mundial de Natação Paralímpica
- Ouro – revezamento 4x100m medley (Ilha da Madeira 2022)
- Ouro – revezamento 4x100m livre (Ilha da Madeira 2022)
- Bronze – 50m livre (Ilha da Madeira 2022)
- Ouro – revezamento 4x100m medley (Manchester 2023)
- Bronze – 100m livre (Manchester 2023)
- Bronze – revezamento 4x100m medley (Manchester 2023)